# Dromasauria
Infra-ordre
Les Dromasauria forment un infra-ordre paraphylétique éteint  de synapsides anomodontes du Permien moyen du sud de l'Afrique.

## Description
Ils étaient petits avec des jambes minces et de longues queues. Leurs crânes étaient courts, mais les orbites étaient grandes.

## Classification
Les Dromasauria étaient autrefois considérés comme un groupe important d’anomodontes basaux avec l’infra-ordre des Venyukovioidea. Les Dromasauria inclut trois genre : Galepus, Galechirus et Galeops, tous originaires d’Afrique australe.
Ci-dessous un cladogramme basé sur les analyses phylogénétiques de Modesto and Rubidge (2000), Liu et al. (2009), et Cisneros et al. (2011), qui montre la paraphylie du groupe des Dromasauria :
|  | Galepus*    |
|  |             |
|  | Galechirus* |
|  |             |

|  | Patranomodon                                              |
|  |                                                           |
|  | \| \| Galeops* \| \| \| \| \| \| Dicynodontia \| \| \| \| |
|  |                                                           |
|  | Galeops*                                                  |
|  |                                                           |
|  | Dicynodontia                                              |
|  |                                                           |

|  | Galeops*     |
|  |              |
|  | Dicynodontia |
|  |              |

|  | Galepus*    |
|  |             |
|  | Galechirus* |
|  |             |

|  | Patranomodon                                              |
|  |                                                           |
|  | \| \| Galeops* \| \| \| \| \| \| Dicynodontia \| \| \| \| |
|  |                                                           |
|  | Galeops*                                                  |
|  |                                                           |
|  | Dicynodontia                                              |
|  |                                                           |

|  | Galeops*     |
|  |              |
|  | Dicynodontia |
|  |              |

|  | Galepus*    |
|  |             |
|  | Galechirus* |
|  |             |

|  | Patranomodon                                              |
|  |                                                           |
|  | \| \| Galeops* \| \| \| \| \| \| Dicynodontia \| \| \| \| |
|  |                                                           |
|  | Galeops*                                                  |
|  |                                                           |
|  | Dicynodontia                                              |
|  |                                                           |

|  | Galeops*     |
|  |              |
|  | Dicynodontia |
|  |              |

|  | Galepus*    |
|  |             |
|  | Galechirus* |
|  |             |

|  | Patranomodon                                              |
|  |                                                           |
|  | \| \| Galeops* \| \| \| \| \| \| Dicynodontia \| \| \| \| |
|  |                                                           |
|  | Galeops*                                                  |
|  |                                                           |
|  | Dicynodontia                                              |
|  |                                                           |

|  | Galeops*     |
|  |              |
|  | Dicynodontia |
|  |              |

* = Dromasauria